# Cainomyces isomali
Cainomyces isomali är en svampart som beskrevs av Thaxt. 1901. Cainomyces isomali ingår i släktet Cainomyces, ordningen Laboulbeniales, klassen Laboulbeniomycetes, divisionen sporsäcksvampar och riket svampar.   Inga underarter finns listade i Catalogue of Life.